# 昂夫勒维尔苏莱蒙
昂夫勒维尔苏莱蒙（法語：Amfreville-sous-les-Monts，法語發音：[ɑ̃fʁəvil su le mɔ̃]）是法国厄尔省的一个市镇，位于该省北部，属于莱桑德利区。

## 地理
昂夫勒维尔苏莱蒙（49°18'16"N, 1°16'12"E）面积7.52 平方千米，位于法国诺曼底大区厄尔省，该省份为法国北部内陆省份，北起滨海塞纳省，西接奧恩省和卡爾瓦多斯省，南至厄尔-卢瓦省，东临瓦兹省、瓦兹河谷省和伊夫林省。
与昂夫勒维尔苏莱蒙接壤的市镇（或旧市镇、城区）包括：弗利普、厄克维尔、皮特尔、波斯、昂代勒河畔罗米伊、瓦特维尔。

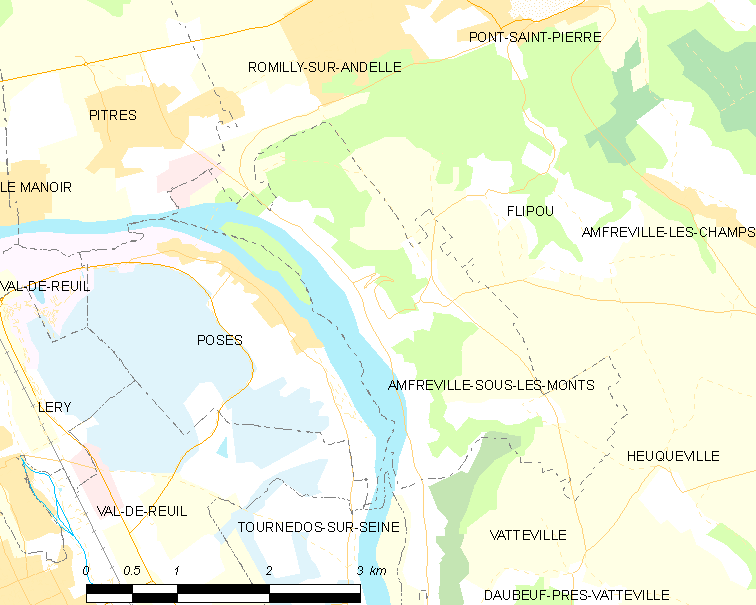
昂夫勒维尔苏莱蒙的OSM定位图

昂夫勒维尔苏莱蒙的时区为UTC+01:00、UTC+02:00（夏令时）。

## 行政
昂夫勒维尔苏莱蒙的邮政编码为27380，INSEE市镇编码为27013。

## 政治
昂夫勒维尔苏莱蒙所属的省级选区为瓦勒德勒伊县。

## 人口

1962-2008年间昂夫勒维尔苏莱蒙人口变化图示

昂夫勒维尔苏莱蒙于2022年1月1日时的人口数量为517人。